# Lars Dendoncker
Lars Dendoncker (Passendale, 3 april 2001) is een Belgische voormalig voetballer die doorgaans als centrale verdediger speelde. Zijn laatste contract liep van 2020 tot 2022 bij Brighton & Hove Albion FC, dat hem had overgenomen van Club Brugge. Hij is de jongere broer van Belgisch international Leander Dendoncker.

## Carrière
Dendoncker genoot zijn jeugdopleiding bij KSV Roeselare waar hij weggeplukt werd door Club Brugge. In 2018 mocht hij hier aansluiten bij de beloften. Nadat zijn contract er in de zomer van 2020 afliep vertrok Dendoncker transfervrij naar de Engelse eersteklasser Brighton & Hove Albion FC, hier tekende hij een contract tot 30 juni 2022. Hij sloot er aan bij de beloften.
Na één seizoen actief te zijn bij de beloften van Brighton werd eind augustus 2021 bekend dat hij uitgeleend werd aan het Schotse St. Johnstone FC. Op 2 oktober 2021 mocht hij officieel debuteren in het profvoetbal. In de competitiewedstrijd tegen Dundee United FC startte Dendoncker in de basisopstelling. Hij zou deze wedstrijd uiteindelijk ook winnend afsluiten met een 3-1 eindstand, Dendoncker speelde de volledige 90 minuten. Begin januari 2022 keerde Dendoncker terug naar Brighton waar hij opnieuw aansloot bij de beloften.
Sinds zijn contract eind juni 2022 afliep bij Brighton, zit hij zonder club. In juli 2023 stopte hij op zijn 22e met voetballen door hartproblemen.